# Byttneria weberbaueri
Byttneria weberbaueri là một loài thực vật có hoa trong họ Cẩm quỳ. Loài này được Mildbr. mô tả khoa học đầu tiên năm 1931.